# David Harris
David Harris (New York, 18 juni 1949 – aldaar, 25 oktober 2024) was een Amerikaans acteur.
Harris overleed op 25 oktober op 75-jarige leeftijd aan kanker.

## Filmografie

### Films
Uitgezonderd korte films.
- 2016 Mommy's Box - als C.C. 'Pop' Nevins
- 2016 His Dying Wish - als Walt Harper
- 2015 James White - als Joe
- 2000 Dish Dogs – als Shane
- 1997 Black Scorpion II: Aftershock – als Heckler
- 1995 Favorite Deadly Sins – als dief
- 1994 In the Line of Duty: The Price of Vengeance – als ??
- 1993 Father & Son: Dangerous Relations – als Mario
- 1988 Dead End City – als Brad Bright
- 1987 Under Cover – als Lucas Morris
- 1987 Fatal Beauty – als Raphael
- 1987 Vietnam War Story – als Harris
- 1986 Fire with Fire – als Ben
- 1986 Quicksilver – als Apache
- 1985 Badge of the Assassin – als Lester Bertram Day
- 1984 A Soldier’s Story – als soldaat Smalls
- 1984 Purple Hearts – als Hanes
- 1982 Benny's Place – als Ricky T
- 1980 Brubaker – als Duane Spivey
- 1980 Attica – als T.J.
- 1980 Death Penalty – als Claudell
- 1979 The Warriors – als Cochise
- 1976 Judge Horton and the Scottsboro Boys – als Haywood Patterson
- 1968 She-Devils on Wheels – als Bill
- 1965 The Slender Thread – als nachtwaker

### Televisieseries
Uitgezonderd eenmalige gastrollen.
- 1993-2001 NYPD Blue – als officier Donny Simmons – 10 afl.
- 1988 In the Heat of the Night – als Willie Jones – 2 afl.
- 1985 North and South – als Priam – 6 afl.

- Bibsys: 90778446
- Biblioteca Nacional de España: XX964977
- Bibliothèque nationale de France: cb13595001v (data)
- Gemeinsame Normdatei: 138959641
- International Standard Name Identifier: 0000 0001 0801 101X
- Library of Congress Control Number: n93074221
- Nationale Bibliotheek van Israël: 987007444868405171
- Système universitaire de documentation: 080244963
- Virtual International Authority File: 22312424